# Championnat de France masculin de handball 1999-2000
Navigation
Division 1 1998-1999 Division 1 2000-2001
Le championnat de France de Division 1 masculin 1999-2000 est la 48e édition de la compétition, plus haut niveau de handball en France. Quatorze clubs participent à la compétition.
Le titre de champion de France est remporté par Montpellier Handball devant le Stade olympique de Chambéry. Il s'agit de leur quatrième sacre, le troisième consécutif.
Livry-Gargan Handball, pour des raisons financières, et HBC Villeneuve-d'Ascq sont relégués en Division 2.

## Compétition

### Participants
| \| Istres Pontault-C Chambéry Sélestat Montpellier Dunkerque Villeneuve-d'Ascq Boulogne-B Bordeaux Livry-G Ivry Créteil Paris Toulouse \| Localisation des clubs engagés dans le championnat. |
| Istres Pontault-C Chambéry Sélestat Montpellier Dunkerque Villeneuve-d'Ascq Boulogne-B Bordeaux Livry-G Ivry Créteil Paris Toulouse                                                           |

| Club                      | Classement 1998-1999 |
| ------------------------- | -------------------- |
| Montpellier Handball      | 1er                  |
| SO Chambéry               | 2e                   |
| Dunkerque HGL             | 3e                   |
| UMS Pontault-Combault     | 4e                   |
| US Ivry HB                | 5e                   |
| PSG-Asnières              | 6e                   |
| Girondins de Bordeaux HBC | 7e                   |
| Spacer's de Toulouse      | 8e                   |
| SC Sélestat               | 9e                   |
| US Créteil HB             | 10e                  |
| HBC Villeneuve-d'Ascq     | 11e                  |
| Istres Sports             | 12e                  |
| Livry-Gargan handball     | 1er de Division 2    |
| AC Boulogne-Billancourt   | 2e de Division 2     |

### Classement final
Le classement final du championnat de France 1999-2000 est, :
|    | Équipe                        | Pts | J  | G  | N | P  | Bp  | Bc  | Diff |
| -- | ----------------------------- | --- | -- | -- | - | -- | --- | --- | ---- |
| 1  | Montpellier Handball (T), (F) | 74  | 26 | 23 | 2 | 1  | 672 | 505 | 167  |
| 2  | SO Chambéry                   | 72  | 26 | 22 | 2 | 2  | 636 | 518 | 118  |
| 3  | US Ivry HB                    | 56  | 26 | 14 | 2 | 10 | 650 | 625 | 25   |
| 4  | PSG-Asnières                  | 55  | 26 | 14 | 1 | 11 | 642 | 623 | 19   |
| 5  | SC Sélestat                   | 54  | 26 | 12 | 4 | 10 | 592 | 600 | -8   |
| 6  | Spacer's de Toulouse          | 53  | 26 | 13 | 1 | 12 | 651 | 680 | -29  |
| 7  | UMS Pontault-Combault         | 52  | 26 | 12 | 2 | 12 | 632 | 645 | -13  |
| 8  | US Créteil                    | 51  | 26 | 11 | 3 | 12 | 611 | 611 | 0    |
| 9  | Girondins de Bordeaux HBC     | 48  | 26 | 10 | 2 | 14 | 624 | 648 | -24  |
| 10 | US Dunkerque                  | 47  | 26 | 8  | 5 | 13 | 587 | 604 | -17  |
| 11 | Livry-Gargan handball (P) *   | 45  | 26 | 9  | 1 | 16 | 599 | 627 | -28  |
| 12 | Istres Sports                 | 44  | 26 | 6  | 5 | 15 | 609 | 665 | -56  |
| 13 | AC Boulogne-Billancourt (P)   | 41  | 26 | 7  | 1 | 18 | 577 | 646 | -69  |
| 14 | HBC Villeneuve-d'Ascq         | 37  | 26 | 5  | 1 | 20 | 515 | 600 | -85  |

|     | Champion de France 1999-2000 et qualifié pour la Ligue des champions |
|     | Qualifié pour la Coupe de l'EHF                                      |
|     | Qualifié pour la Coupe des Vainqueurs de Coupe                       |
|     | Qualifié pour la Coupe Challenge                                     |
|     | Relégation administrative en Nationale 1*                            |
|     | Relégation en Division 2                                             |
| (T) | Tenant du titre                                                      |
| (F) | Vainqueur de la Coupe de France                                      |
| (P) | Promu de Division 2 en début de saison                               |

*Le club de Livry-Gargan handball est rétrogradé pour des raisons financières. À l'issue d'un long bras de fer juridique avec la FFHB, le club fait valoir ses droits et sera réintégré en D1 pour la saison 2001-2002.

## Effectif du champion
Parmi les joueurs qui composent le Montpellier Handball, on trouve notamment :

## Statistiques et récompenses

### Équipe-type
À l'issue du championnat, les meilleurs joueurs sont, :
- Meilleur joueur : Bertrand Gille (SO Chambéry)
- Meilleur gardien : Thierry Omeyer (SC Sélestat handball)
- Meilleur ailier gauche : Andrej Golić (Montpellier Handball)
- Meilleur arrière gauche : Guillaume Gille (SO Chambéry)
- Meilleur demi-centre : Jan Paulsen (US Ivry)
- Meilleur pivot : Bertrand Gille (SO Chambéry)
- Meilleur arrière droit : Cedric Burdet (Montpellier Handball)
- Meilleur ailier droit : Grégory Anquetil (Montpellier Handball)

### Statistiques
| Rang | Joueur             | Club                      | Buts | 7 m | MJ | Moy. |
| ---- | ------------------ | ------------------------- | ---- | --- | -- | ---- |
| 1    | Irfan Smajlagić    | Livry-Gargan Handball     | 174  | 62  | 26 | 6,7  |
| 2    | Ciprian Beșta      | Girondins de Bordeaux HBC | 168  | 17  | 26 | 6,5  |
| 3    | Jan Paulsen        | US Ivry                   | 165  | 72  | 26 | 6,3  |
| 4    | Zoran Stojiljković | PSG-Asnières              | 146  | 29  | 26 | 5,6  |
| 5    | Salim Nedjel       | AC Boulogne-Billancourt   | 141  | 57  | 23 | 6,1  |
| 6    | Christophe Rouvier | Girondins de Bordeaux HBC | 132  | 26  | 26 | 5,1  |
| 7    | Stéphane Plantin   | Sporting Toulouse 31      | 130  | 21  | 26 | 5,0  |
| 8    | Laurent Gruselle   | US Dunkerque              | 123  | 0   | 24 | 5,1  |
| 9    | Marc Wiltberger    | SC Sélestat               | 120  | 34  | 26 | 4,6  |
| 10   | Bertrand Gille     | SO Chambéry               | 119  | 22  | 24 | 5,0  |

| Rang | Joueur                 | Club                  | Arrêts | 7 m | MJ | Moy. |
| ---- | ---------------------- | --------------------- | ------ | --- | -- | ---- |
| 1    | Benoît Varloteaux      | SO Chambéry           | 306    | 11  | 26 | 11,8 |
| 2    | Dragan Mladenović      | US Dunkerque          | 299    | 8   | 26 | 11,5 |
| 3    | Thierry Omeyer         | SC Sélestat           | 264    | 7   | 22 | 12,0 |
| 4    | David Matrat           | Istres Sports         | 262    | 14  | 25 | 10,5 |
| 5    | Yohann Ploquin         | Sporting Toulouse 31  | 242    | 11  | 26 | 9,3  |
| 6    | Marc-Olivier Albertini | US Ivry               | 229    | 11  | 24 | 9,5  |
| 7    | Nicolas Lemonne        | US Créteil            | 222    | 7   | 26 | 8,5  |
| 8    | Yohann Delattre        | HBC Villeneuve-d'Ascq | 216    | 11  | 25 | 8,6  |
| 9    | Sorin Toacsen          | Montpellier Handball  | 209    | 7   | 26 | 8,0  |
| 10   | Francis Franck         | PSG-Asnières          | 194    | 4   | 25 | 7,8  |